# 6529 Rhoads
6529 Rhoads هو كويكب، يقع ضمن حزام الكويكبات. اكتشف في 14 ديسمبر 1993. وقد اكتشفه مرصد بالومار.

## روابط خارجية
- 6529 Rhoads في قاعدة بيانات مختبر الدفع النفاث لأجرام النظام الشمسي الصغيرة

- الاكتشاف · مخطط المدار ·  العناصر المدارية · المعلمات المادية

- 6529 Rhoads على موقع ويكي سكاي: DSS2, SDSS, GALEX, IRAS, Hydrogen α, X-Ray, Astrophoto, Sky Map, Articles and images